# Claire Lucie Mouradgea d'Ohsson
Claire Lucie Mouradgea d'Ohsson, född 1776 i Konstantinopel, död 1861, var en svensk salongsvärd. 
Hon var dotter till Ignatius Mouradgea d'Ohsson adlad Mouradgea d'Ohsson och Eva Conley och gifte sig 1798 med Nils Gustaf Palin. Hon var en ledande figur i Stockholm societetsliv, höll regelbundna salonger för societeten och beskrivs som den främsta rivalen till Ulla De Geer, som var samtidens ledande salongsvärdinna. Hennes salong vid Gustav Adolfs torg i Stockholm beskrivs som "mycket frekventerad, särskilt av diplomater", och fungerade som en samlingspunkt för den dåvarande diplomatiska världen och en plats där utländska ambassadörer i Stockholm kunde knyta kontakter med den inhemska sociala eliten.   
Hon efterträddes som salongsvärd av sin svärdotter Aurore Palin.